# Andryala
Andryala és un gènere de plantes angiospermes de la família de les asteràcies (Asteraceae). Són plantes natives de l'Europa Mediterrània, el nord d'Àfrica i zones de l'Orient Mitjà.

## Descripció
Són plates herbàcies tomentoses anuals o perennes, amb tiges que acostumen a ser solitàries. Les fulles tenen un marge que pot anar d'enter fins a pinnatisecte. Les flors són grogues es troben agrupades en capítols amb vàries fileres de bràctees a l'involucre. Les flors són de color groc, les exteriors són ligulades. El frit és un aqueni amb papus.

## Taxonomia
Aquest gènere va ser publicat per primer cop l'any 1753 al segon volum de l'obra Species Plantarum del botànic suec Carl von Linné (1707-1778).

### Espècies
Dins del gènere Andryala es reconeixen les 22 espècies següents:
- Andryala agardhii Haens. ex DC.
- Andryala arenaria (DC.) Boiss. & Reut. - llongera arenària[6]
- Andryala atlanticola H.Lindb.
- Andryala chevallieri Barratti ex L.Chevall.
- Andryala christii G.Kunkel
- Andryala cossyrensis Guss.
- Andryala crithmifolia Aiton
- Andryala dentata Sm.
- Andryala glandulosa Lam.
- Andryala integrifolia L. - andríala anual[7]
- Andryala laevitomentosa (Sennikov) Greuter
- Andryala maroccana (Caball.) Maire
- Andryala mogadorensis Coss. ex Hook.f.
- Andryala nigricans Poir.
- Andryala perezii M.Z.Ferreira, R.Jardim, Alv.Fern. & M.Seq.
- Andryala pinnatifida Aiton
- Andryala ragusina L. - herba de vesc[8]
- Andryala rothia Pers.
- Andryala spartioides (Pomel ex Batt.) Bonnet & Barratte
- Andryala subglabrata (DC.) M.Z.Ferreira, Alv.Fern. & M.Seq.
- Andryala tenuifolia (Tineo) DC.
- Andryala webbii (Christ) A.Santos

### Híbrids
S'han descrit els següents híbrids naturals:
- Andryala × brievaensis García Adá
- Andryala × caballeroi Font Quer
- Andryala × stremadurensis Talavera & M.Talavera
- Andryala × faurei Maire & Maire
- Andryala × toletana Talavera & M.Talavera

### Sinònims
Els següents noms científics són sinònims d'Andryala:
- Sinònims homotípics

- Forneum Adans.

- Sinònims heterotípics

- Paua Caball.
- Pietrosia Nyár.
- Rothia Schreb.